# Ґрауже-Старі
Ґрауже-Старі (пол. Grauże Stare) — село в Польщі, у гміні Шиплішки Сувальського повіту Підляського воєводства.
Населення — 42 особи (2011).
У 1975-1998 роках село належало до Сувальського воєводства.

## Демографія
Демографічна структура станом на 31 березня 2011 року:
|          | Загалом | Допрацездатний вік | Працездатний вік | Постпрацездатний вік |
| -------- | ------- | ------------------ | ---------------- | -------------------- |
| Чоловіки | 23      | 10                 | 8                | 5                    |
| Жінки    | 19      | 3                  | 9                | 7                    |
| Разом    | 42      | 13                 | 17               | 12                   |